# Laura Wallner
Laura Wallner (* 3. November 1998 in Innsbruck, Tirol) ist eine ehemalige österreichische Freestyle-Skierin. Sie gehörte dem A-Kader des Österreichischen Skiverbandes an und war auf die Park- und Pipe-Disziplinen Slopestyle und Big Air spezialisiert.

## Biografie

### Jugend und Europacup
Laura Wallner stammt aus dem Stubaital und startet für den WSV Neustift. Ohne zuvor FIS-Wettkämpfe bestritten zu haben, gab sie im Jänner 2014 in Mayrhofen ihr Debüt im Freestyle-Skiing-Weltcup und belegte im Slopestyle auf Anhieb Rang drei. Nach zwei zweiten Plätzen am Kreischberg schloss sie den Winter als Vierte der Europacup-Disziplinenwertung ab. Bei ihren einzigen Juniorenweltmeisterschaften in Chiesa in Valmalenco blieb sie als Fünfte nur knapp hinter den Medaillenrängen zurück. Nach Aufnahme in den ÖSV-Kader und weiteren guten Ergebnissen im Europacup konnte sie im Jänner 2017 in St. Anton am Arlberg ihre ersten beiden Siege feiern. Dabei gewann sie gleich ihren ersten Europacup-Wettkampf im Big Air. Danach ging sie bislang ausschließlich im Weltcup an den Start.

### Weltcup und Großereignisse
Am 14. März 2015 gab Laura Wallner in Silvaplana ihr Debüt im Freestyle-Skiing-Weltcup und belegte Slopestyle-Rang 14. Ihr erstes Spitzenresultat gelang ihr als Siebente im Big Air von Mönchengladbach Anfang Dezember 2016. Dieses Ergebnis konnte sie ein Jahr später in Mailand wiederholen. Im Slopestyle erreichte sie ihre bislang besten Resultate als jeweils Achte im Jänner 2018 auf dem Mammoth Mountain sowie im November 2021 auf dem Stubaier Gletscher. Im Jänner 2019 erlitt sie beim Weltcup in Font-Romeu einen Oberschenkelbruch und verpasste daraufhin die folgenden eineinhalb Saisons. Bei ihren ersten Weltmeisterschaften 2021 in Aspen belegte sie die Ränge zehn und 22 in Big Air und Slopestyle. Wallner nahm an den Olympischen Spielen in Peking teil und wurde im Big Air 23 und im Slopestyle 25. Zehn Monate später gab sie im Alter von 24 Jahren ihren Rücktritt vom Leistungssport bekannt.
Wallner studiert Betriebswirtschaftslehre.

## Erfolge

### Olympische Spiele
- Peking 2022: 23. Big Air, 25. Slopestyle

### Weltmeisterschaften
- Aspen 2021: 10. Big Air, 22. Slopestyle

### Weltcupwertungen
| Saison  | Gesamt                              | Gesamt                              | Big Air                             | Big Air                             | Slopestyle                          | Slopestyle                          | Park & Pipe                         | Park & Pipe                         |
| Saison  | Platz                               | Punkte                              | Platz                               | Punkte                              | Platz                               | Punkte                              | Platz                               | Punkte                              |
| ------- | ----------------------------------- | ----------------------------------- | ----------------------------------- | ----------------------------------- | ----------------------------------- | ----------------------------------- | ----------------------------------- | ----------------------------------- |
| 2014/15 | 134.                                | 3,6                                 | –                                   | –                                   | 21.                                 | 18                                  | –                                   | –                                   |
| 2015/16 | 134.                                | 3,6                                 | –                                   | –                                   | 28.                                 | 18                                  | –                                   | –                                   |
| 2016/17 | 140.                                | 6                                   | 17.                                 | 36                                  | –                                   | –                                   | –                                   | –                                   |
| 2017/18 | 90.                                 | 14,71                               | 14.                                 | 36                                  | 20.                                 | 103                                 | –                                   | –                                   |
| 2018/19 | 125.                                | 5,2                                 | 16.                                 | 20                                  | 31.                                 | 26                                  | –                                   | –                                   |
| 2019/20 | verletzungsbedingt keine Ergebnisse | verletzungsbedingt keine Ergebnisse | verletzungsbedingt keine Ergebnisse | verletzungsbedingt keine Ergebnisse | verletzungsbedingt keine Ergebnisse | verletzungsbedingt keine Ergebnisse | verletzungsbedingt keine Ergebnisse | verletzungsbedingt keine Ergebnisse |
| 2020/21 | –                                   | –                                   | 14.                                 | 18                                  | 23.                                 | 31                                  | 25.                                 | 49                                  |
| 2021/22 | –                                   | –                                   | 28.                                 | 14                                  | 21.                                 | 65                                  | 34.                                 | 79                                  |

### Juniorenweltmeisterschaften
- Chiesa in Valmalenco 2015: 5. Slopestyle

### Europacup
- Saison 2013/14: 4. Slopestyle-Wertung
- Saison 2014/15: 6. Slopestyle-Wertung
- Saison 2015/16: 3. Slopestyle-Wertung
- Saison 2016/17: 2. Big-Air-Wertung, 9. Slopestyle-Wertung
- 9 Podestplätze, davon 2 Siege:

| Datum           | Ort       | Land       | Disziplin  |
| --------------- | --------- | ---------- | ---------- |
| 20. Jänner 2017 | St. Anton | Österreich | Big Air    |
| 21. Jänner 2017 | St. Anton | Österreich | Slopestyle |

### Weitere Erfolge
- 1 Podestplatz in einem FIS-Wettkampf